# Mazaé Azéma
Pour les articles homonymes, voir Azéma.
François Jean-Pierre Henri Azéma, dit Mazaé Azéma, est un médecin et homme politique français né le 17 juillet 1823 à Saint-Denis-de-la-Réunion et mort le 28 juillet 1886.

## Biographie
Il réalise sa thèse en 1850 à la Faculté de Paris sur les maladies urinaires. Il devient ensuite chirurgien et signe de nombreux traités sur les maladies tropicales comme La variole à La Réunion, De l'ulcère  de Mozambique, Considérations pratiques et ethnologiques sur l'éléphantiasis des Arabes, etc. Il exerce son art à l'hôpital de Saint-Denis-de la Réunion de 1852 à 1862, et est récompensé à plusieurs reprises pour son activité de médecin vaccinateur sur l'île de la Réunion. 
En 1861, il devient membre du conseil sanitaire et conservateur central de la vaccine à la Réunion. De 1862 à 1870, Il est vice-président de la Société des sciences et arts de La Réunion. En outre, il devient membre correspondant de la Société de chirurgie de Paris et de la Société d'anthropologie de Paris en 1864 et membre correspondant de la Société royale des arts et des sciences de l'île Maurice en 1865. Membre du conseil général de La Réunion à partir de 1867, il en devient le président. Il est décoré de la Légion d'honneur en 1877.
Il fut le tuteur de son neveu Henri qui fut se retrouva très tôt orphelin de père et de mère. « Devoir, dévouement et désintéressement : ces trois mots résument la vie du docteur Azéma. Il poussait à un tel degré la pratique de ces trois vertus qu'il est mort presque pauvre ».

## Publications
- Mémoire sur l'ulcère de Mozambique, 1857.
- De l'ulcère de Mozambique, avec Auguste Cullerier, 1863.
- Traité de la lymphangite endémique des pays chauds, 1878.
- La variole a l'île de La Réunion : origine, évolution, prophylaxie, 1883.

## Pour approfondir